# Maurice Noble
Pour les articles homonymes, voir Noble (homonymie).
Maurice Noble, né le 1er mai 1910 à Duluth (Minnesota) et mort le 18 mai 2001  à La Crescenta-Montrose (Californie), est un réalisateur, acteur et scénariste américain.

## Filmographie

### comme animateur
- 1937 : Blanche-Neige et les Sept Nains

### comme réalisateur
- 1961 : The Abominable Snow Rabbit
- 1961 : Guerre de voisinage (Compressed Hare) (co-réalisé avec Chuck Jones)
- 1961 : Beep Prepared
- 1961 : Nelly's Folly
- 1962 : A Sheep in the Deep
- 1962 : Now Hear This
- 1962 : Adventures of the Road-Runner
- 1962 : Zoom at the Top
- 1962 : Louvre Come Back to Me!
- 1962 : Martian Through Georgia
- 1963 : Pent-House Mouse
- 1963 : I Was a Teenage Thumb
- 1963 : Hare-Breadth Hurry
- 1963 : Mad as a Mars Hare
- 1963 : Un appel de Transylvanie (Transylvania 6-5000, co-réalisé avec Chuck Jones)
- 1963 : To Beep or Not to Beep
- 1964 : The Unshrinkable Jerry Mouse
- 1964 : Snowbody Loves Me
- 1964 : Much Ado About Mousing
- 1964 : Jerry Spoutnik (Is There a Doctor in the Mouse?)
- 1964 : The Cat Above and the Mouse Below
- 1964 : The Iceman Ducketh
- 1964 : War and Pieces
- 1965 : The Year of the Mouse
- 1965 : Tom-ic Energy
- 1965 : Of Feline Bondage
- 1965 : I'm Just Wild About Jerry
- 1965 : La Souris hantée (Haunted Mouse)
- 1965 : Duel Personality
- 1965 : The Cat's Me-Ouch
- 1965 : The Brothers Carry-Mouse-Off
- 1965 : Bad Day at Cat Rock
- 1965 : Ah, Sweet Mouse-Story of Life
- 1965 : Le Point et la Ligne (The Dot and the Line: A Romance in Lower Mathematics)
- 1966 : Jerry, Jerry, Quite Contrary
- 1967 : Cat and Dupli-cat
- 1967 : Cannery Rodent
- 1967 : The Bear That Wasn't
- 1968 : The Bugs Bunny/Road Runner Hour (série télé)
- 1978 : Bugs Bunny's Howl-Oween Special (télé)
- 1996 : The Bugs n' Daffy Show (série télé)

### comme acteur
- 1999 : Al Tudi Tuhak : le narrateur (voix)